# Yasunori Matsumoto
Yasunori Matsumoto  (松本 保典?, Matsumoto Yasunori) (Chiba, 7 febbraio 1960) è un attore e doppiatore giapponese, rappresentato dalla Sigma Seven.
È principalmente conosciuto per i ruoli di Wataru Akiyama in Initial D, Jean Havoc in Fullmetal Alchemist, Gourry Gabriev in Slayers e Ryou in Sonic soldier borgman. Ha inoltre doppiato il personaggio di Dug nell'adattamento giapponese  Up.

## Ruoli interpretati
- Fudō Myō-ō Ācalanātha in Tenkū Senki Shurato
- Alejandro Corner in Mobile Suit Gundam 00
- Ross Syllibus in Armitage III
- Tatsuya in Darkside Blues
- Roddy in Bravely Default II
- Napoleon in Captain Tsubasa
- Kenji in Elven Bride
- Stoner in Eureka Seven
- Travant in Fire Emblem Heroes
- Jean Havoc in Fullmetal Alchemist
- Juna in Pretty Cure
- Wan Paul in Get Backers
- Hiroshi Nakano in Gravitation
- Kenneth Leymon in Growlanser III: The Dual Darkness
- Artal in Gundam Breaker 4
- Archanfel in Guyver: The Bioboosted Armor
- Anubis Le bizzarre avventure di JoJo: Stardust Crusaders
- Tsubasa in Kannazuki no Miko
- Hercules in Kingdom Hearts, Kingdom Hearts II, Kingdom Hearts Re:coded, Kingdom Hearts HD 2.5 Remix e Kingdom Hearts III
- Sonsaku Hakufu in Koutetsu Sangokushi
- Shishimaru in Kuro no Shishi
- Raven in Kyou Kara Maoh!
- Shunsaku Kudo in Humming Bird - Ragazze con le ali
- Yutaka Tokudaiji in Idol tenshi yōkoso Yōko
- Goemon in Legend of the Mystical Ninja
- Robot Impact in Legend of the Mystical Ninja
- Noriyasu Seta in Love Hina
- Magnum Ace in  shippu Iron Leaguer!
- Kaos in Madara
- Galian in MÄR
- Kouji Sugimoto in Metal Skin Panic MADOX-01
- Rocky DeSantos in Mighty Morphin Power Rangers
- Shukaido in Please Save My Earth
- Neko-sensei in Princess Tutu
- Re Donuts in Yes! Pretty Cure 5 GoGo!
- Schezo Wegey in Puyo Puyo~n
- Bob in ReBoot
- Raymond Vester in Resident Evil: Revelations
- Kujaku in RG Veda
- Double in Mega Man X4
- Hiroya Matsumoto / Shinesman Red in Shinesman
- Nobisuke Nobi Doraemon (serie del 2005)
- Ralph Bomerz in Silent Möbius
- Gourry Gabriev in Slayers, Granblue Fantasy, Tales of the Rays, Langrisser Mobile e Guardian Tales
- Knuckles the Echidna in Sonic the Hedgehog
- Captain Nidhogg in Soul Eater
- Bowman Jean in Star Ocean EX
- Johnny Rico in Starship Troopers (OAV)
- Folka Albark in Super Robot Wars Original Generations
- Guy Cecil in Tales of the Abyss
- Guy Cecil e Gourry Gabriev in Tales of the Rays
- Guy Cecil in Tales of Crestoria
- Noal in Tekkaman Blade
- Virgil Walsh in Trinity Blood
- Kantai in Twelve Kingdoms
- Toya in Yu Yu Hakusho
- Major Zairin in Zoids Genesis
- Bart the Rabbit in Rocky the Jaguar The Movie
- Wester / Hayato Nishi in Fresh Pretty Cure!
- Tsubasa in Kannazuki no mik
- Ashiro in Denpa onna to seishun otoko
- Kouji Tonō in Saya no uta
- Ibuki Haruno in Go! Princess Pretty Cure